# عبد العزيز المنصور (مخرج)
عبد العزيز المنصور (18 أبريل 1946 - 26 مايو 2006)، مخرج كويتي. وهو أخ الممثلين منصور ومحمد وحسين المنصور. بدأ حياته الفنية في قسم المكياج، ثم انتقل إلى الإخراج التلفزيوني والمسرحي. هو حاصل على دبلوم الفنون من مصر. وهو عضو في «فرقة مسرح الخليج العربي» منذ عام 1963.

## من أعماله في الإخراج
| العمل          | نوعه             | سنة الإنتاج | بطولة |
| -------------- | ---------------- | ----------- | --- |
| شاليه السعادة  | مسرحية           | 1979        | عائشة إبراهيم، محمد السريع |
| أشياء ضرورية   | مسلسل            | 1980        | خالد النفيسي، محمد المنصور، عائشة إبراهيم، محمد المنيع، أحلام محمد                                                                             |
| للصبر حدود     | مسرحية           | 1980        | مريم الغضبان، إبراهيم الصلال، محمد السريع، هيفاء عادل                                                                                          |
| مسابقات رمضان  | برنامج           | 1989        | محمد المنصور، عائشة إبراهيم، أحمد الصالح، هدى حسين، محمد السريع، سحر حسين                                                                      |
| انتيجون تنتظر  | مسرحية           | 1990        | محمد المنصور، أسمهان توفيق |
| صواري الليل    | مسلسل            | 1993        | غانم الصالح، أحلام محمد، حسين المنصور، منقذ السريع، طيف، بدرية أحمد                                                                            |
| ولعها شعللها   | مسرحية           | 1994        | عبد الرحمن العقل، خليل إسماعيل، محمد السريع، جالا فهمي، حسين المنصور، محمد العجيمي، عبد الناصر درويش، سماح                                     |
| يكافيك شرها    | مسرحية           | 1994        | محمد المنصور، مريم الصالح، حسين المنصور، حسن البلام                                                                                            |
| حوش المصاطب    | مسلسل            | 1995        | محمد المنصور، مادلين طبر، منى واصف، أسعد فضة، جاسم النبهان، أحمد السلمان                                                                       |
| بو هباش        | مسلسل            | 1996        | محمد المنصور، حسين المنصور، هدية سعيد، منى عبد المجيد، علي سلطان                                                                               |
| عالمكشوف       | مسرحية           | 1996        | سعد الفرج، أحمد الصالح، عبد العزيز النمش، طارق العلي، حسين المنصور، سمير القلاف، حسن البلام                                                    |
| أقنعة حقيقية   | فيلم تلفزيوني    | 1996        | هدى حمادة، نادر الحساوي |
| الأصدقاء       | فيلم تلفزيوني    | 1996        | جاسم النبهان، هيفاء عادل، فرح علي، محمد حسن الدهلاوي                                                                                           |
| الوهم          | ثلاثية تلفزيونية | 1997        | حسين المنصور، سمية الخنة، زينب العسكري، علي سلطان                                                                                              |
| بيت تسكنه سمره | مسلسل            | 1997        | حياة الفهد، محمد السريع، مريم الصالح، طيبة الفرج، سليمان الياسين، حسين المنصور، خالد أمين، سماح، فاطمة الحوسني، فرح علي                        |
| القرار الأخير  | مسلسل            | 1997        | محمد المنصور، أحلام محمد، جاسم النبهان، حسين المنصور، زهرة الخرجي، علي جمعة، هدى الخطيب، بدرية أحمد، لمياء طارق، هبة الدري                     |
| دارت الأيام    | مسلسل            | 1998        | محمد المنصور، حسين المنصور، زهرة الخرجي، طيف، علي جمعة، فاطمة الحوسني، أحلام حسن، خالد العبيد، منى شداد، مشاري البلام، هبة الدري، خالد البريكي |
| زمان الاسكافي  | مسلسل            | 1998        | عبد الحسين عبد الرضا، سعاد عبد الله، غانم الصالح، أحمد جوهر، هدى الخطيب، خالد أمين، أحمد السلمان، لمياء طارق                                   |
| دروب الشك      | مسلسل            | 1999        | محمد المنصور، أحلام محمد، منصور المنصور، حسين المنصور، زهرة الخرجي، علي جمعة، مشاري البلام، خالد البريكي، هبة الدري، سعاد علي، عبير أحمد       |
| مطبات          | مسلسل            | 2000        | علي جمعة، سعاد علي، مشاري البلام |
| القدر المحتوم  | مسلسل            | 2001        | سعاد عبد الله، محمد المنصور، جاسم النبهان، حسين المنصور، نورمان أسعد، خالد البريكي، طيف، منصور المنصور                                         |
| ناس وناس       | مسلسل            | 2003        | محمد المنصور، فخرية خميس، زينب العسكري، خالد البريكي، شيماء سبت                                                                                |
| غصات حنين      | مسلسل            | 2004        | محمد المنصور، منصور المنصور، حسين المنصور، عبد المحسن النمر، هدى الخطيب، فاطمة عبد الرحيم، هيفاء حسين                                          |
| صحوة زمن       | مسلسل            | 2005        | سعاد عبد الله، محمد المنصور، منصور المنصور، حسين المنصور، سعاد علي، زهرة عرفات، مرام، خالد البريكي، أحلام حسن، طيف                             |
| جادة 7         | مسلسل            | 2006        | سعاد عبد الله، محمد المنصور، منصور المنصور، حسين المنصور، فخرية خميس، مرام، ميساء مغربي                                                        |

كما إنه قام بعام 2002 بإخراج مسلسل الاعتراف إلا إن العمل منع من العرض لتناوله أحداث سياسية حصلت في الكويت في فترة الثمانينات من القرن العشرين، وحسب تقرير لجنة شكلها وزير الإعلام فإن العمل يتعرض لمجموعة من الموضوعات والقضايا المحظورة على المستويين السياسي والاجتماعي، بالإضافة إلى تعرضه لجهات وتكتلات دينية عدة، كما إن اللجنة أشارت إلى ضعف مستوى المسلسل على الصعيدين الدرامي والفني وميله إلى الطرح المباشر والخطابي الصريح.